# 亘理胤元
亘理 胤元（わたり たねもと）は、江戸時代末期の陸奥国仙台藩一門第四席・涌谷伊達家13代（亘理氏31代）当主。元は伊達 胤元（だて たねもと）を名乗った。

## 生涯
安政4年（1857年）、伊達邦隆の子として誕生。慶応3年（1868年）3月、邦隆の急死により12歳で家督を相続し、涌谷邑主となる。慶応4年（1868年）の戊辰戦争には、叔父・亘理隆教が陣代として涌谷伊達家の兵を率いて出陣した。戊辰戦争の敗戦により仙台本藩が4分の1に知行を減封され、胤元も代々治めた涌谷領を没収される。明治維新後は、伊達から本姓の亘理に改めた。
明治2年（1869年）、新政府に北海道開拓を申請、空知郡の支配を許される。旧臣と共に北海道移住を志すも、在地で帰農を希望する者も多く挫折した。
明治15年（1882年）8月1日、死去した。享年26。嗣子の胤正は、アメリカに留学して農業を学び、大正4年（1915年）には衆議院議員となる。